# ペティ・サロン
ペティ・サロン（Petey Sarron、1906年11月21日 - 1994年7月3日）は、アメリカ合衆国アラバマ州出身の元プロボクサー。元世界フェザー級チャンピオン。

## 来歴
小兵だがタフなファイターだった。シリア系。アマチュアとしてパリ五輪に出場。その後1926年にプロデビューするが、直後手の故障でブランクを作るなど、そのキャリアは順調とは行かなかった。1936年3月2日、フレディ・ミラーの持つ世界フェザー級タイトルに挑戦するが、15回判定で敗れる。しかし同年5月11日の再挑戦ではミラーを下し、世界王座を手にした。
ミラーとのラバーマッチを含めタイトルを2度防衛したが、1937年10月29日、ヘンリー・アームストロングに6回KOされて王座を去った。

## 通算戦績
143戦102勝（24KO）23敗12引分け1ND(boxrecから引用)